# Афимское
Афимское — упразднённая деревня Замошской волости Кадниковского уезда Вологодской губернии.
В XXI веке - территория городского поселения города Кадникова Сокольского района Вологодской области
Память о деревне связана с именем её уроженца — председателя КГБ СССР в 1954—1958 годах И. А. Серова. 

## Топоним
Известен также как Офимское (1908, 1914)

## История
Упоминается Афимское на картах уезда 1875 и 1916 годов, в списках деревень Замошского Покровского прихода 1-го благочинного округа Кадниковского уезда Вологодской епархии (1908), и др.
Точная дата упразднения неизвестна.

## Население
Согласно Спискам населённых мест Российской империи по сведениям 1859—1873 годов проживали 62 человека, из них 28 мужчин, 34 женщины.
В Материалах для оценки земель Вологодской губернии по сведениям 1900—1911 годов в деревне Офимское 51 человек — 26 мужчин, 25 женщин.

## Известные уроженцы, жители
В деревне в 1905 году родился советский разведчик Иван Александрович Серов, в 1923 году — председатель сельсовета на малой родине.
Годом ранее в 1904 году родился Катюшин, Александр Алексеевич ,в 1937 году управляющий Горьковской ГРЭС